# Österreichische Alpenzeitung
Die Österreichische Alpenzeitung (ÖAZ) ist eine österreichische Zeitschrift, die seit 1879 in unregelmäßigen Abständen in Wien erscheint. Sie kommt im Verlag des Österreichischen Alpenklubs heraus.